# Successor Variety
Successor Variety ist eine Methode aus der Linguistik, bei der es darum geht, die Morpheme eines Wortes zu ermitteln. Dies geschieht dadurch, dass die Morphemgrenzen bestimmt werden. Das Verfahren geht auf Zellig S. Harris zurück. Hagen Langer hat das Verfahren modifiziert und kam bei einem Test auf nur 7,24 % falsche Segmentierungen.
Unter anderem wird Successor Variety im Information Retrieval benutzt, um bei einer Vorverarbeitung von Dokumenten eine Stammwortreduktion durchzuführen.

## Verfahren
Um die Morphemgrenzen über die Nachfolgevielfalt zu bestimmen, benötigt man eine Gruppe von Wörtern, aus der man das zu bestimmende Wort wählt. Nun geht man dieses Wort Buchstabe für Buchstabe durch und zählt die Anzahl der Buchstaben die folgen könnten, um aus diesem Teilwort ein gültiges Wort aus der Wortmenge zu bilden. Die Anzahl der möglichen Buchstaben wird dabei immer weiter abnehmen, bis man auf die Morphemgrenze stößt, wo sie dann sprunghaft ansteigt.

## Beispiel
In der Praxis muss die Wortmenge bedeutend größer sein!
Sei die Wortmenge {holen, gehen, haben, hassen, Haustier, Hausaufgabe, Hilfe, heiter, Haushalt}
Das zu bearbeitende Wort sei: Hausaufgabe
H
Buchstaben: {o,a,i,e}
Anzahl: 4
Ha
Buchstaben: {b,s,u}
Anzahl: 3
Hau
Buchstaben:{s}
Anzahl: 1
Haus
Buchstaben: {t, a, h}
Anzahl: 3
Hausa
Buchstaben: {u}
Anzahl: 1
Hausau
Buchstaben: {f}
Anzahl: 1
Hausauf
Buchstaben: {g}
Anzahl: 1
Hausaufg
Buchstaben: {a}
Anzahl: 1
Hausaufga
Buchstaben: {b}
Anzahl: 1
Hausaufgab
Buchstaben: {e}
Anzahl: 1
Hausaufgabe
Buchstaben: {}
Anzahl: 0
Die Morphemgrenze liegt hier bei 'Haus', da dort die Buchstabenanzahl von 1 auf 3 ansteigen.